# Arthur Löffler
Arthur Löffler (*  11. Mai 1891 in Kopitz, Österreich-Ungarn; † nach 1944) war ein sudetendeutscher Jurist, Rechtsanwalt und Landrat.

## Leben und Wirken
Nach Schulbesuch, Studium der Rechtswissenschaften und Promotion zum JUDr. legte Löffler am 31. Mai 1926 die juristische große Staatsprüfung ab und war danach als Rechtsanwalt in Oberleutensdorf in der Tschechoslowakei tätig.
Am 21. Dezember 1938 beantragte er die Aufnahme in die NSDAP und wurde rückwirkend zum 1. November desselben Jahres aufgenommen (Mitgliedsnummer 6.625.281), nachdem er zuvor bereits in der Tschechoslowakei Mitglied der Deutschen Nationalpartei in der Tschechoslowakei (DNP) und seit Dezember 1937 Mitglied der Sudetendeutschen Partei (SdP) gewesen war. 1938 wurde er auch Mitglied der SA und zum Sturmführer ernannt.
Im Oktober 1939 wurde er, ein Jahr nach der Besetzung der Grenzgebiete der Tschechoslowakei durch das Deutsche Reich und der Bildung des Reichsgaus Sudetenland, zunächst kommissarisch als Landrat des Landkreises Neutitschein im Regierungsbezirk Troppau eingesetzt. Mit Wirkung vom 1. Oktober 1940 erfolgte definitiv seine Ernennung zum Landrat in Neutitschein. Er blieb mindestens bis Oktober 1944 im Amt.

## Auszeichnungen
- Medaille zur Erinnerung an den 1. Oktober 1938